# Rivière aux Vaches
Rivière aux Vaches är ett vattendrag i Kanada.   Det ligger i provinsen Québec, i den sydöstra delen av landet, 240 km öster om huvudstaden Ottawa.
Trakten runt Rivière aux Vaches består till största delen av jordbruksmark. Runt Rivière aux Vaches är det glesbefolkat, med 15 invånare per kvadratkilometer.